# Univerzita v Yorku
Univerzita v Yorku (anglicky: University of York) je veřejná výzkumná univerzita v anglickém městě York, v hrabství Severní Yorkshire. Zkráceně je někdy nazývána Ebor, případně prostě York. Založena byla roku 1963, jako jedna z prvních tzv. "univerzit tabulového skla". Jihovýchodně od města York se nachází univerzitní kampus o rozloze asi 200 hektarů. Kampusové jezero je největším jezerem s plastovým dnem v Evropě. Druhý kampus, Campus East, byl otevřen v roce 2009 a nyní hostí pět vysokých škol a tři katedry, stejně jako konferenční prostory, sportovní vesnici a "inkubátor" pro začínající podnikatele. Instituce si také pronajímá King's Manor v centru Yorku. V roce 2012 se Univerzita v Yorku připojil k Russell Group, skupině britských univerzit s intenzivním výzkumem. Univerzita je tvořena nikoli fakultami, ale samostatnými vysokými školami, kterých je jedenáct. Všechny vysoké školy mají stejné postavení a každá má své vlastní stanovy. Podle žebříčku QS World University Rankings 2024 je Univerzita v Yorku 167. nejkvalitnější vysokou školou na světě. Na škole studuje přes 20 tisíc studentů.